# Getande priemkever
De getande priemkever (Bembidion dentellum) is een keversoort uit de familie van de loopkevers (Carabidae). De wetenschappelijke naam van de soort werd in 1787 gepubliceerd door Thunberg.